# Jake Grove
Charles Jakob Grove (* 22. Januar 1980 in Johnson City, Tennessee) ist ein ehemaliger US-amerikanischer American-Football-Spieler auf der Position des Centers. Er spielte für die Oakland Raiders und die Miami Dolphins in der National Football League (NFL).

## Frühe Jahre
Grove ging auf die Highschool in Forest, Virginia. Später besuchte er die Virginia Polytechnic Institute and State University, wo er zwischen 2000 und 2003 für das Collegefootballteam auf der Position des Centers spielte. 2003 gewann er die Rimington Trophy, für den besten Center auf Collegeebene im Land. Seit 2006 wird seine Rückennummer im College bei den Virgina Tech Hokies ihm zu Ehren nicht mehr vergeben.

## NFL

### Oakland Raiders
Grove wurde im NFL-Draft 2004 in der zweiten Runde an 45. Stelle von den Oakland Raiders ausgewählt. In seinem ersten Jahr für die Raiders wurde er als Backup seiner Position, hinter dem etatmäßigen Center Adam Treu eingesetzt. In der darauffolgenden Saison teilte er sich die Snaps mit Treu. Ab der Saison 2006 wurde er zum ersten Center des Teams ernannt. Er absolvierte alle 16 Spiele in der Saison. Ein Jahr später wurde Jeremy Newberry zum startenden Center ernannt, Grove nur zum Backup. Schon ein Jahr später eroberte er seinen Stammplatz zurück. Nach der Saison wechselte Grove jedoch zu den Miami Dolphins.

### Miami Dolphins
Am 2. März 2009 unterschrieb Grove einen Fünf-Jahres-Vertrag über 29,5 Millionen US-Dollar bei den Miami Dolphins. Auf Grunde mehrerer Knie- und Schulterverletzungen absolvierte er jedoch nur zwölf Spiele für die Dolphins, weshalb er 2010 entlassen wurde.